# Reichsausschuß für Lieferbedingungen
Pour les articles homonymes, voir RAL.
Reichsausschuß für Lieferbedingungen (Comité impérial pour les conditions de livraison)  ou RAL est un système de codification des couleurs développé en 1927 par l'Institut allemand pour l’assurance qualité et le marquage associé, en partenariat avec KemaNobel. Ce nuancier est utilisé principalement pour les couleurs de peinture.

Logo des couleurs RAL

À sa création, il comprenait quarante couleurs codifiées, et en compte aujourd'hui 1 687. Le plus souvent, les couleurs sont réparties sur un éventail de la même façon que le Pantone.
Il existe trois systèmes RAL : le classic, le design et l'effect.

## RAL Classic

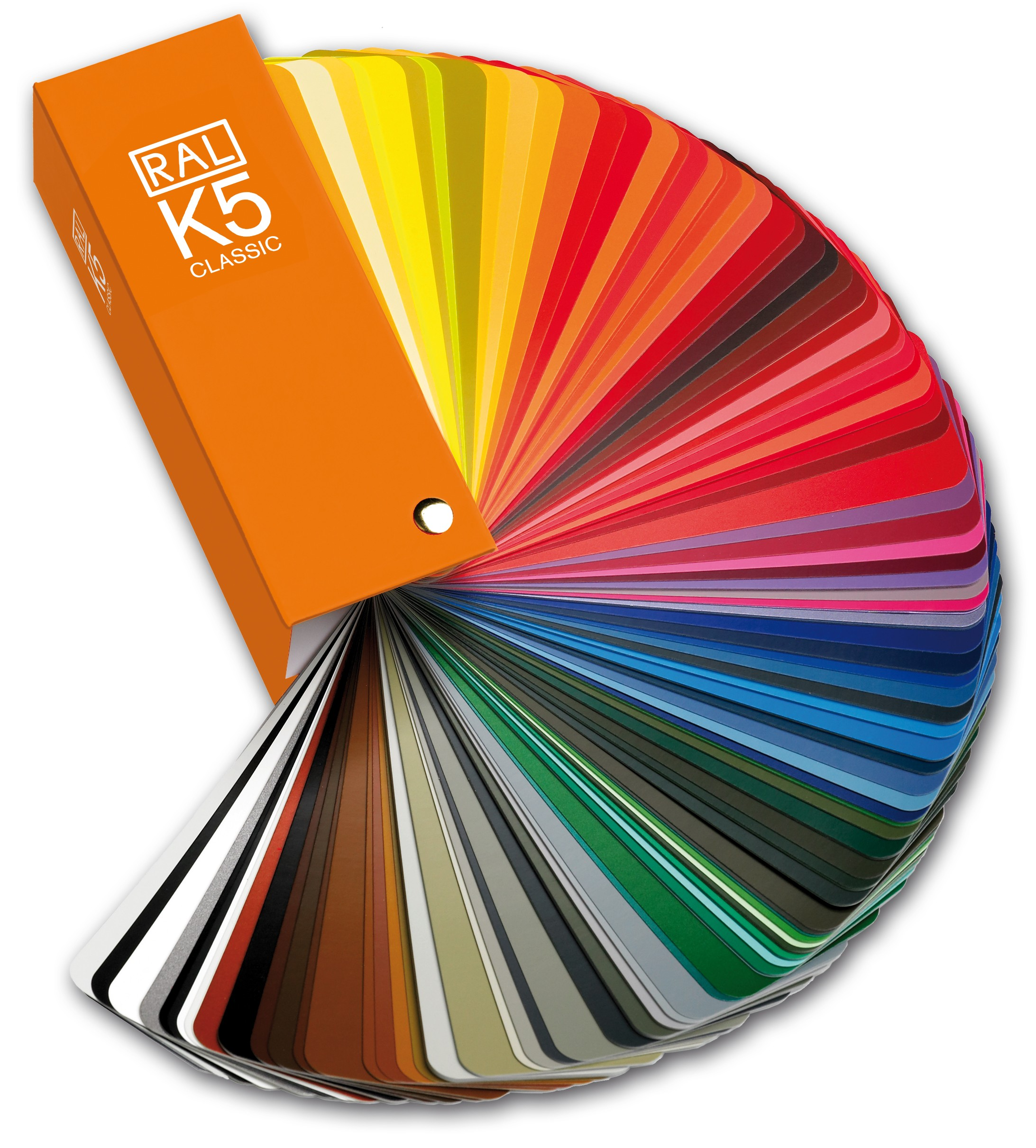
Nuancier des couleurs RAL CLASSIC K5

Les couleurs sont réparties en neuf teintes, et sont codées de 000 à 099 dans chacune des teintes. 
Les codes des couleurs sont répartis aléatoirement au sein de leur teinte, il y a 213 couleurs définies. Exemple : le bleu roi, RAL 5015.
Le RAL ne définit pas la brillance de la couleur qui peut être ajoutée. Exemple Bleu Roi RAL 5015 30 % de brillance.
Le RAL classic est alors subdivisé en deux référentiels : 840HR pour les satinés et 841GL pour les brillants.
| Gamme           | Nom de la gamme | Commence à             | Fini à                     | Quantité |
| --------------- | --------------- | ---------------------- | -------------------------- | -------- |
| RAL 1000 à 1099 | jaunes          | RAL 1000 Vert Beige    | RAL 1037 Jaune soleil      | 50       |
| RAL 2000 à 2099 | oranges         | RAL 2000 Jaune Orange  | RAL 2013 Orange nacré      | 14       |
| RAL 3000 à 3099 | rouges          | RAL 3000 Rouge feu     | RAL 3033 Rose nacré        | 34       |
| RAL 4000 à 4099 | roses / violets | RAL 4001 Rouge Pourpre | RAL 4012 Perle noire nacré | 12       |
| RAL 5000 à 5099 | bleus           | RAL 5000 Bleu violet   | RAL 5026 Bleu nuit nacré   | 25       |
| RAL 6000 à 6099 | verts           | RAL 6000 Vert patine   | RAL 6038 Vert lumineux     | 36       |
| RAL 7000 à 7099 | gris            | RAL 7000 Gris écureuil | RAL 7048 Gris Souris nacré | 38       |
| RAL 8000 à 8099 | bruns           | RAL 8000 Vert Brun     | RAL 8029 Cuivre nacré      | 20       |
| RAL 9000 à 9099 | blancs & noirs  | RAL 9001 Crème         | RAL 9023 Gris foncé nacré  | 14       |

## RAL Design
En 1993, un nouveau système de correspondance des couleurs a été introduit, adapté aux besoins des architectes, des designers et des publicitaires. Il a commencé avec 1 688 couleurs et a été révisé à 1 625 couleurs et de nouveau à 1 825 couleurs. Les couleurs RAL Classic et RAL Design ne se recoupent pas.
Contrairement aux systèmes précédents, le RAL Design ne comporte pas de noms et sa numérotation suit un schéma basé sur l'espace colorimétrique CIELAB, plus précisément cylindrique CIEHLC. Chaque couleur est représentée par sept chiffres, groupés en un triple et deux paires, représentant la teinte (000-360 degrés, angle dans la roue chromatique CIELab), la luminosité (comme dans L*a*b*) et la chroma (saturation relative). Les trois composantes numériques de presque toutes les couleurs RAL Design sont des multiples de 5, la majorité étant divisible par 10.
Grâce à son code-couleurs sur sept chiffres, le système RAL Design permet de désigner plus finement les couleurs, en pointant précisément les différences visibles entre deux couleurs voisines. Le système s'appuie sur le principe de la CIE Lch (voir aussi Lab) :
- les trois premiers chiffres décrivent la teinte (mesure en degrés(°) de l'angle d'un rayon du cercle chromatique CIE Lch) ;
- les deux chiffres suivants donnent le pourcentage de clarté ;
- les deux derniers chiffres mesurent le chroma (plus le nombre est grand, plus la couleur s'éloigne d'une achromatique (00) ; la valeur maximum dépend de la teinte considérée).

Conversion d'un tuple numéro RAL Design en CIELAB
{\displaystyle {\begin{aligned}{\text{RAL}}_{\text{Design}}&=\left(h_{ab}^{\circ },L^{*},C_{ab}^{*}\right)\\a^{*}&=C_{ab}^{*}\cdot \cos \left(h_{ab}^{\circ }\right)\\b^{*}&=C_{ab}^{*}\cdot \sin \left(h_{ab}^{\circ }\right)\end{aligned}}}
« RAL 210 50 15 » se convertit en L* = 50, a* = −12.99, b* = −7.5, par exemple.

## RAL Effect
490 couleurs dont 70 métallisées sont définies dans ce nuancier.